# NGC 90
Az NGC 90 egy küllős spirálgalaxis az Andromeda (Androméda) csillagképben.

## Felfedezése
Az NGC 90 galaxist William Parsons fedezte fel 1854. október 26-án.

## Tudományos adatok

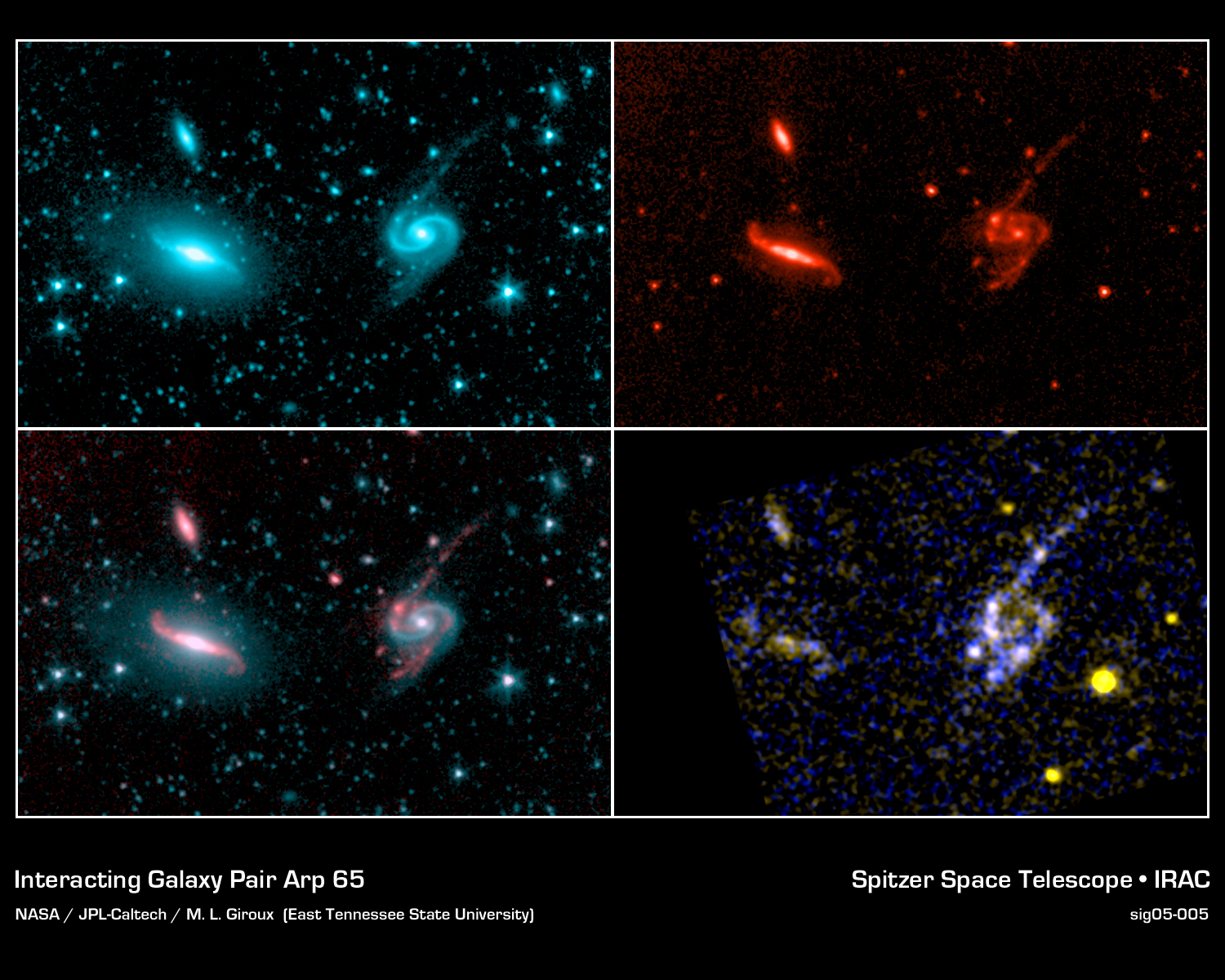
A galaxispár NGC 90 (jobbra) és NGC 93 (balra)

A galaxis 5353 km/s sebességgel távolodik tőlünk.